# Ронен Рубінштейн
Ронен Рубінштейн ([ˈruːbɪnstaɪn] ROO-bin-stine, івр. רונן רובינשטיין‬  [ʁoˈnen ʁubinˈʃtejn]; народився 7 листопада 1993 року) — американський актор ізраїльського походження, екологічний активіст і соліст рок-гурту Nights in Stereo. Він найбільш відомий своїми ролями Т. К. Стренда у серіалі «9-1-1: Самотня зірка», Метта Вебба в серіалі «Американські історії жахів», створеного Раяном Мерфі, і Нейтана в серіалі Netflix «Помаранчевий — хіт сезону».

## Молодість і освіта
Ронен Рубінштейн народився в Реховоті, Ізраїль, в родині казахстанських єврейських іммігрантів з Казахської Радянської Соціалістичної Республіки, що входила до складу тодішнього Радянського Союзу (нині Казахстан). Його батько, стоматолог, служив в ізраїльській армії й не хотів цього ж для своїх дітей. Коли Рубінштейну було п'ять років, він разом із батьками та старшою сестрою переїхав до Сполучених Штатів, де виріс у районі Стейтен-Айленд у Нью-Йорку. В одному з інтерв'ю Рубінштейн сказав, що почувався аутсайдером, коли ріс іммігрантом, ходив на уроки англійської як другої мови та мав труднощі з адаптацією до американської культури.
Він познайомився з акторською майстерністю на другому курсі середньої школи, коли його шкільний методист запропонував йому спробувати театр як форму терапії та втечі від епідемії опіоїдів у своєму районі. Рубінштейн сказав: «Акторська гра врятувала мені життя. Моє майбутнє не виглядало чудовим. Акторська гра дала мені підстави триматися, це дало мені дисципліну, і я закохався в неї». Він недовго працював асистентом стоматолога в стоматологічному кабінеті свого батька, але вирішив не йти його стопами і бутилікарем. Після закінчення середньої школи Нью-Дерп він вирішив продовжити кар'єру актора і закінчив Нью-Йоркську кіноакадемію.

## Кар'єра

### Рання робота
У 16 років Рубінштейн написав Something In the Way, свій перший короткометражний фільм, режисером, продюсером і одним з акторів якого, він пізніше став. Фільм розповідає про молодого ветерана війни у В'єтнамі, який бореться з посттравматичним стресовим розладом після повернення до цивільного життя.
Рубінштейн дебютував на екрані у 17 років у ролі підлітка-бунтаря Гангста у психологічній драмі 2011 року «Учитель на заміну» з Браяном Кренстоном, Едрієном Броуді та Джеймсом Кааном у головних ролях.
У старшому класі середньої школи Рубінштейн отримав головну роль у фільмі «Схоже на любов» Елізи Гіттман про дорослішання, знятому з інтимними великими планами та мінімальними діалогами. Його прем'єра відбулася на кінофестивалі Санденс 2013. Він зіграв Семмі, жорсткого, женоненависницького хлопця з коледжу з робітничого району Брукліну, описаного Нью-Йорк таймс як «поганого хлопця, який курить траву та дивиться порнографію, чиє презирство до жінок таке ж потужне, як і його феромони». Фільм отримав номінацію за найкращу операторську роботу на американській кінопремії Незалежний дух, а також на кінопремії Готем.
У наступному році його взяли на головну роль у фільмі «Щось на кшталт ненависти», де він зіграв молодого інтроверта, жертву жорстоких знущань. Він також з'явився в іншому драматичному фільмі кінофестивалю «Санденс» «Джеймі Маркс мертвий» з Кемероном Монаганом і Лів Тайлер у головних ролях.

### 2015—2019 роки
У 2015 році Рубінштейн зіграв головну роль у 10 епізоді 3 сезону найпопулярнішого оригінального серіалу Netflix «Помаранчевий — хіт сезону», зобразивши шанобливого та турботливого коханого Тіффані «Пеннсатакі» Доггетт Натана, що привернуло на нього увагу. У 2016 році він мав роль Алекса Пауелла у серіалі «Літо мертвих» на телеканалі Freeform.
У 2018 році він з'явився в ролі Майка в комедійній драмі «Чувак» разом з Люсі Гейл і Аквафіною. Фільм став режисерським дебютом Олівії Мілч. Рубінштейн, працюючи з кількома жінками-режисерами, які вперше стали працювати (що він назвав «абсолютною честю»), виступав за гендерну рівність у кіноіндустрії та хвалив Мілч як «майбутню зіркову режисерку». У фільмі також була жінка-оператор, яку він назвав «такою рідкістю», заявивши, що «в індустрії не вистачає жінок».
Також він зіграв роль другого плану в комедійній драмі «Розумник» (2017) з Джої Кінгою, роль другого плану в «Менше нуля», екранізації дебютного роману Брета Істона Елліса 2019 року, а також головну роль. роль у фільмі-антології «Бруклінські історії кохання» (2019).

### 2020–тепер
У 2020 році він знявся в ролі відкритого гея-пожежника та колишнього опіоїдного наркомана Тайлера Кеннеді «Т. К.» Стренда в серіалі Раяна Мерфі «9-1-1: Самотня зірка» телеканалі Fox разом із Робом Лоу, який грає капітана Овена Стренда, його батька, і Лів Тайлер. Серіал став найпопулярнішим новим шоу Fox у 2020 році серед дорослих від 18 до 49 років і отримав визнання завдяки своїй міжрасовій гей-сюжетній лінії та різноманітним персонажам, таким як мусульманка-пожежник у хіджабі та темношкірий пожежник-трансгендер (роль якого зіграв трансгендерний актор Браян Майкл Сміт). В інтерв'ю 2020 року Рубінштейн сказав: «Я думаю, що люди вперше, принаймні на мережевому телебаченні, бачать себе на екрані, і вони відчувають себе представленими, і вони відчувають себе представленими справді позитивно, красиво, добре». Його роль гея-пожежника надихнула справжніх геїв, які також є працівниками служб надзвичайних ситуацій, слідкувати за ним у соціальних мережах. Він похвалив Раяна Мерфі та сценаристів за те, що вони нормалізували одностатеві стосунки на телебаченні в прайм-тайм, без історій: «Часто ви бачите гей-пару по телебаченню, у цьому є щось справді драматичне і зазвичай сумне. І це схоже на: „Так, це нормально“. Ось так воно і є» Серіал отримав звання найкращий драматичний серіал на 32-й церемонія вручення премії GLAAD Media Awards.
Рубінштейн грає роль антагоніста Олексія в трилері «Слідуй за мною» про небезпеку культури впливу в соціальних мережах, міжнародний прокат якого відбувся 16 липня, а в Сполучених Штатах і на замовлення 18 вересня під назвою назва «Немає втечі». У фільмі він говорить російською.
Рубінштейн грає головну роль у фільмі Брета Істона Елліса «Усміхнені вбивці», трилері, заснованому на реальних подіях, які підтверджують теорію вбивства усміхнених облич про організовану банду серійних убивць, що вбивають молодих красивих спортивних чоловіків по всій території Сполучених Штатів. Він був випущений наприкінці 2020 року.
У 2021 році Рубінштейн зіграв у серіалі «Американські історії жахів» Райана Мерфі для п'ятого епізоду, де знявся разом з Біллі Лурд.

### Інша робота
Рубінштейн знявся в кліпі CeCe у пісні «Broke AF»(2017)
У 2018 році він знявся в документальному фільмі «Тайлер Шилдс: Провокатор» в ролі самого себе.
У січні 2022 року Рубінштейн випустив перший сингл «Open Door» (Відкриті двері) свого гурту Nights in Stereo, який він створив із Родріго Р. Родарте та Джоном Шором. Влітку 2022 року гурт анонсував другий сингл «Underwater» (Під водою). Пісні доступні на Spotify.

## Особисте життя
Рубінштейн заявив, що є бісексуалом в інтерв'ю Вараєті у квітні 2021 року.
Його рідною мовою є російська, а іврит та англійська — другою та третьою мовами.
Рубінштейн — любитель активного відпочинку. Він з дитинства грає у баскетбол і назвав Кобі Браянта своїм найбільшим кумиром, зразком для наслідування та «першим американцем», якого він знав після переїзду до Сполучених Штатів з Ізраїлю.
Він є відданим шанувальником рок-гурту Red Hot Chili Peppers та Kings of Leon, і висловив своє захоплення роботою Гаррі Стайлса та його «власною ідентичністю та тим, як він представляє себе».
У березні 2020 року Рубінштейн підтримав Берні Сандерса в президентських перегонах від Демократичної партії США.
Він врятував і всиновив двох пітбулів на прізвисько Фреш і Спот.
У 2020 році Рубінштейн перейшов з пескетаріанства на веганство.
Рубінштейн пояснив традиції своєї родини: «Ми не виросли релігійними, але мої батьки прищепили нам повагу до традицій, історії та культури єврейського народу». «Ми відзначаємо свята щороку, але мої батьки в Нью-Йорку, а моя сестра в Сіетлі, тому зібрати всіх разом важко».
14 серпня 2022 року він одружився з канадською акторкою Джессікою Паркер Кеннеді на невеликій єврейській церемонії на фермі в Калгарі, Альберта, Канада, через два місяці після їх заручин у Портофіно, Італія. Вони почали зустрічатися в 2017 році. 29 вересня 2024 в пари народився син — Бойдд Паркер-Рубінштейн. Станом на 2022 рік вони проживають разом у Лос-Анджелесі, Каліфорнія.

## Активізм

### Екоактивізм
Рубінштейн пережив ураган Сенді, що змусило його стати екоактивістом і захисником сталого розвитку. У липні 2020 року він розповів, що ураган спустошив увесь його район у Стейтен-Айленді, зруйнувавши будинок його родини та все, що в ньому було. Він заявив, що це був «найжахливіший момент» у його житті. Не маючи де жити, він залишився у будинку друга, а Червоний Хрест забезпечив його їжею та одягом. Ураган забрав життя 24 його сусідів.
Рубінштейн, якому на той час було вісімнадцять років, заявив, що його акторська кар'єра «збігатиметься зі спробою врятувати планету». Він зробив своєю «місією» підвищити обізнаність про актуальність проблем навколишнього середовища, пропагуючи сталий спосіб життя та використовуючи свою платформу та рекламу для популяризації ідеї у громадськості. Він привернув увагу своїм вибором вінтажної та екологічної моди, про яку він заявив, що намагається бути «якомога більш екологічним», і похвалив Стеллу Маккартні за визнання важливости сталого розвитку в індустрії моди.
Він є представником некомерційної інженерної організації The Ocean Cleanup, яка розробляє гігантський С-подібний пристрій для очищення світового океану від пластикового сміття. Він також є послом Project Zero, глобального руху за захист і відновлення океану, і брав участь разом з протестувальниками під час кліматичних страйків у вересні 2019 року, найбільших глобальних кліматичних протестів у світовій історії. Він також підтримував Фонд Леонардо Ді Капріо.
У квітні 2020 року він був одним з екоактивістів, які брали участь в Earth Day Live, триденній кліматичній трансляції, яка транслювалася онлайн на тлі пандемії COVID-19 та була присвячена 50-річчю Дня Землі. У своєму сегменті він наголосив на важливості переходу від викопного палива до чистої енергії шляхом переходу на електромобілі з нульовими викидами на паливних елементах, які працюють на водні та не використовують лише воду та тепло. Він сам керує автомобілем з нульовим рівнем викидів як посол DriveH2, ініціативи, спрямованої на сприяння переходу до чистої транспортної системи.
У червні 2022 року Рубінштейн став членом правління некомерційної екозахисної організації Environmental Media Association.
У 75-ту річницю заснування Організації Об'єднаних Націй Рубінштейн спільно запустив «Half the World», кампанію Програми розвитку ООН, яка має на меті пролити світло на зростання бідности та нерівности, спричинені COVID-19 і зміною клімату.

### Інший активізм та адвокація
На додаток до популяризації сталого способу життя, Рубінштейн надав свою підтримку Національному фонду загиблих пожежників, кампанії No Kid Hungry, руху Black Lives Matter, Інституту Марші П. Джонсон, який захищає права темношкірих трансгендерів, Feeding America, Mercy for Animals, Humane Society, а також Stand Up for Pits Foundation Ребеки Коррі, яка працює над порятунком і припиненням жорстокого поводження з собаками породи пітбуль.
Під час карантину, спричиненого COVID-19, у березні 2020 року Рубінштейн створив глобальну благодійну ініціативу запалювання свічок на підтримку медичних працівників і служб надзвичайної допомоги на передовій пандемії.
Він брав участь у живих адаптаціях п'єс Вільяма Шекспіра «Гамлет» і «Гордість і упередження» Джейн Остін, щоб допомогти зібрати кошти для некомерційних благодійних організацій у програмі Acting for a Cause, серії класичних п'єс і сценаріїв, створених, режисером і продюсером Брандо Кроуфорд під час пандемії 2020 року.
У серпні 2020 року Рубінштейн приєднався до непартійної організації Мішель Обами з реєстрації виборців When We All Vote, яка має на меті збільшити участь у виборах.
Він є активним захисником прав ЛГБТК.

## У ЗМІ
У 2020 році журнал Los Angeles включив Рубінштейна в список десяти найвидатніших нових талантів молодого Голлівуду New Hollywood A-List.

## Дискографія

### Сингли
| Назва                              | Подробиці                                                                                       | Інше      |
| ---------------------------------- | ----------------------------------------------------------------------------------------------- | --------- |
| «Відкриті двері» (англ. Open Door) | - Випущено: 27 січня 2022 р. - Мітка: NYBB - Формат: цифрове завантаження, потокове передавання | - лірична |

## Фільмографія

### Фільми
| Рік  | Назва                                                       | Роль             | Примітки                     |
| ---- | ----------------------------------------------------------- | ---------------- | ---------------------------- |
| 2011 | Учитель на заміну (англ. Detachment)                        | Гангста          |                              |
| 2011 | Катя (англ. Katya)                                          | Повстанець 2     | Короткий фільм               |
| 2012 | Обіцянка є обіцянка (англ. A Promise Is a Promise)          | Джон             |                              |
| 2013 | Схоже на любов (англ. It Felt Like Love)                    | Семмі            |                              |
| 2013 | Щось в дорозі (англ. Something in the Way)                  | Джеймс Меннінг   | Сценарист, режисер, редактор |
| 2014 | Джеймі Маркс мертвий (англ. Jamie Marks Is Dead)            | Ронні            |                              |
| 2015 | Засуджений (англ. Condemned)                                | Данте            |                              |
| 2015 | Щось на кшталт ненависти (англ. Some Kind of Hate)          | Лінкольн Таггерт |                              |
| 2017 | Розумник (англ. Smartass)                                   | Нік              |                              |
| 2017 | Захід часу (англ. West of Time)                             | син              | Короткий фільм               |
| 2018 | Чувак (англ. Dude)                                          | Майк             |                              |
| 2018 | Тайлер Шилдс: Провокатор (англ. Tyler Shields: Provocateur) | себе             | Документальний фільм         |
| 2019 | Бруклінські історії кохання (англ. Brooklyn Love Stories)   | Бенні            | Антологія                    |
| 2020 | Немає втечі (фільм, 2020) (англ. No Escape)                 | Олексій Кослов   | також відомий як «Follow Me» |
| 2020 | «Усміхнені вбивці» (англ. Smiley Face Killers)              | Джейк Грем       |                              |

### Серіали
| Рік       | Назва                                                      | Роль         | Примітки        |
| --------- | ---------------------------------------------------------- | ------------ | --------------- |
| 2015      | Помаранчевий — хіт сезону (англ. Orange Is the New Black)  | Натан        | 3 сезон         |
| 2016      | Літо мертвих (англ. Dead of Summer)                        | Алекс Пауелл | 10 серій        |
| 2020–2025 | 9-1-1: Самотня зірка (англ. 9-1-1: Lone Star)              | ТК Стренд    | Головна роль    |
| 2021      | Американські історії жахів (англ. American Horror Stories) | Метт Вебб    | Епізод: «BA'AL» |

### Музичні кліпи
| Рік  | Назва                          | Роль    | Виконавець |
| ---- | ------------------------------ | ------- | ---------- |
| 2017 | «Зламаний AF» (англ. Broke AF) | хлопець | CeCe       |